# Mong Kwan Yi
Mong Kwan Yi (chinesisch 蒙筠怡, * 7. Oktober 1987) ist eine Badmintonspielerin aus Hongkong. 

## Karriere
Mong Kwan Yi nahm mit der Frauenmannschaft aus Hongkong am Uber Cup 2008 teil und wurde bei dieser Weltmeisterschaft für Damenteams Fünfte. Bei der Hong Kong Super Series 2007 und der Hong Kong Super Series 2011 wurde sie jeweils Neunte im Dameneinzel.